# 戎島町
戎島町（えびすじまちょう）は、大阪府堺市堺区にある地名。2024年現在の行政地名は戎島町一丁から戎島町五丁。住居表示は未実施。

## 地理
堺区の西部に位置する。北に神南辺町、南西は栄橋町、南東は車之町西・櫛屋町西・戎之町西・熊野町西・市之町西、西は北波止町、東から順に一丁から五丁がある。

### 河川
- 古川（内川）
  - 古川橋
  - 戎島橋
- 竪川（内川）
  - 吾妻橋
  - 勇橋
  - 竪川橋

### 港湾
- 旧堺港

## 歴史

### 地名の由来
寛文4年（1664年）に大小路西部の北浜に砂州が形成され、同6年に戎神の石像を海中から得て蛭子神社を建て、島の鎮守としたことに由来する。

### 沿革
- 1959年（昭和34年）、堺市戎島1 - 5丁・吾妻橋通1 - 4丁の各一部より戎島町成立[7]。
- 2006年（平成18年）、堺市が政令指定都市に移行し、行政区を設置。戎島町は堺区の所属となる。

## 世帯数と人口
2024年（令和6年）11月30日現在の世帯数と人口は以下の通りである。
| 丁               | 世帯数    | 人口    |
| ---------------- | --------- | ------- |
| 戎島町一丁       | 750世帯   | 1,193人 |
| 戎島町二丁       | 741世帯   | 1,554人 |
| 戎島町三丁       | 252世帯   | 535人   |
| 戎島町四丁・五丁 | 47世帯    | 72人    |
| 計               | 1,790世帯 | 3,354人 |

### 人口の変遷
| 1995年（平成7年）  | 3,003人 | [ 8 ]  |  |
| 2000年（平成12年） | 2,654人 | [ 9 ]  |  |
| 2005年（平成17年） | 2,892人 | [ 10 ] |  |
| 2010年（平成22年） | 2,705人 | [ 11 ] |  |
| 2015年（平成27年） | 3,041人 | [ 12 ] |  |
| 2020年（令和2年）  | 3,424人 | [ 13 ] |  |

### 世帯数の変遷
| 1995年（平成7年）  | 1,105世帯 | [ 8 ]  |  |
| 2000年（平成12年） | 1,123世帯 | [ 9 ]  |  |
| 2005年（平成17年） | 1,321世帯 | [ 10 ] |  |
| 2010年（平成22年） | 1,311世帯 | [ 11 ] |  |
| 2015年（平成27年） | 1,491世帯 | [ 12 ] |  |
| 2020年（令和2年）  | 1,708世帯 | [ 13 ] |  |

## 学区
市立小・中学校に通う場合、学区は以下の通りとなる。
| 丁         | 番地 | 小学校         | 中学校           |
| ---------- | ---- | -------------- | ---------------- |
| 戎島町一丁 | 全域 | 堺市立市小学校 | 堺市立月州中学校 |
| 戎島町二丁 | 全域 | 堺市立市小学校 | 堺市立月州中学校 |
| 戎島町三丁 | 全域 | 堺市立市小学校 | 堺市立月州中学校 |
| 戎島町四丁 | 全域 | 堺市立市小学校 | 堺市立月州中学校 |
| 戎島町五丁 | 全域 | 堺市立市小学校 | 堺市立月州中学校 |

## 事業所
2021年（令和3年）現在の経済センサス調査による事業所数と従業員数は以下の通りである。
| 丁         | 事業所数  | 従業員数 |
| ---------- | --------- | -------- |
| 戎島町一丁 | 21事業所  | 79人     |
| 戎島町二丁 | 49事業所  | 562人    |
| 戎島町三丁 | 81事業所  | 1,276人  |
| 戎島町四丁 | 75事業所  | 2,326人  |
| 戎島町五丁 | 12事業所  | 496人    |
| 計         | 238事業所 | 4,739人  |

## 交通

### 鉄道
- 南海本線 - 堺駅

### バス
- 大阪シティバス[16]
  - 89号系統：戎島 - 堺駅西口
- 南海バス[17]
  - 0・21・21C・23・41・41V・42V・42・43系統：堺駅前
  - 16・17・81・81L・83・83L・84・84L系統：戎島 - 堺駅西口
  - 51・70・78系統：堺駅西口

### 道路
- 海岸通り（国道26号）
- 堺大和路線（大阪府道12号堺大和高田線）
- 大阪府道29号大阪臨海線

## 施設
- プラットプラット
- 南海堺駅内郵便局
- 堺戎島郵便局

## 郵便
- 郵便番号：590-0985[3]（集配局：堺郵便局[18]）。

## ギャラリー

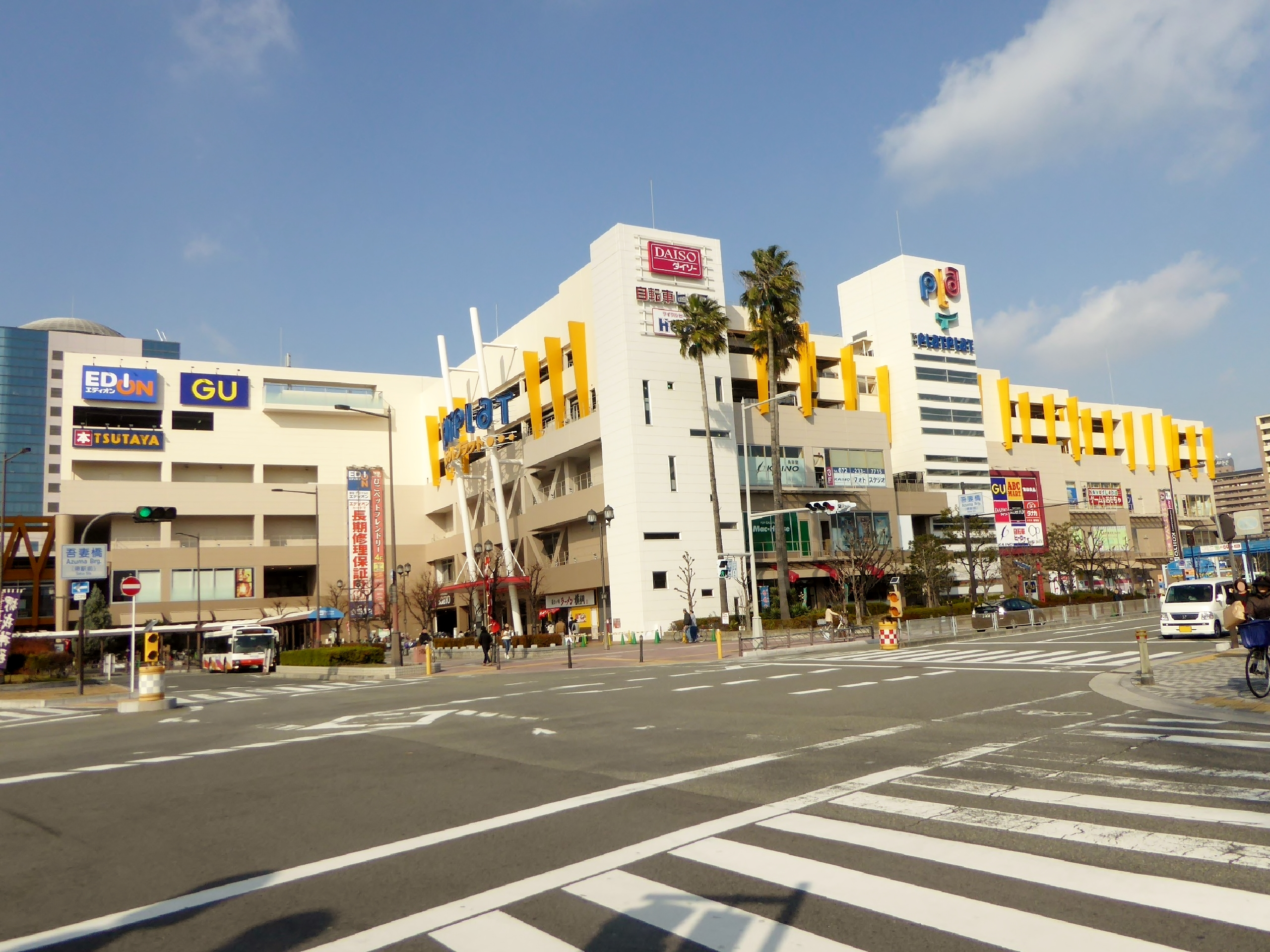
プラットプラット
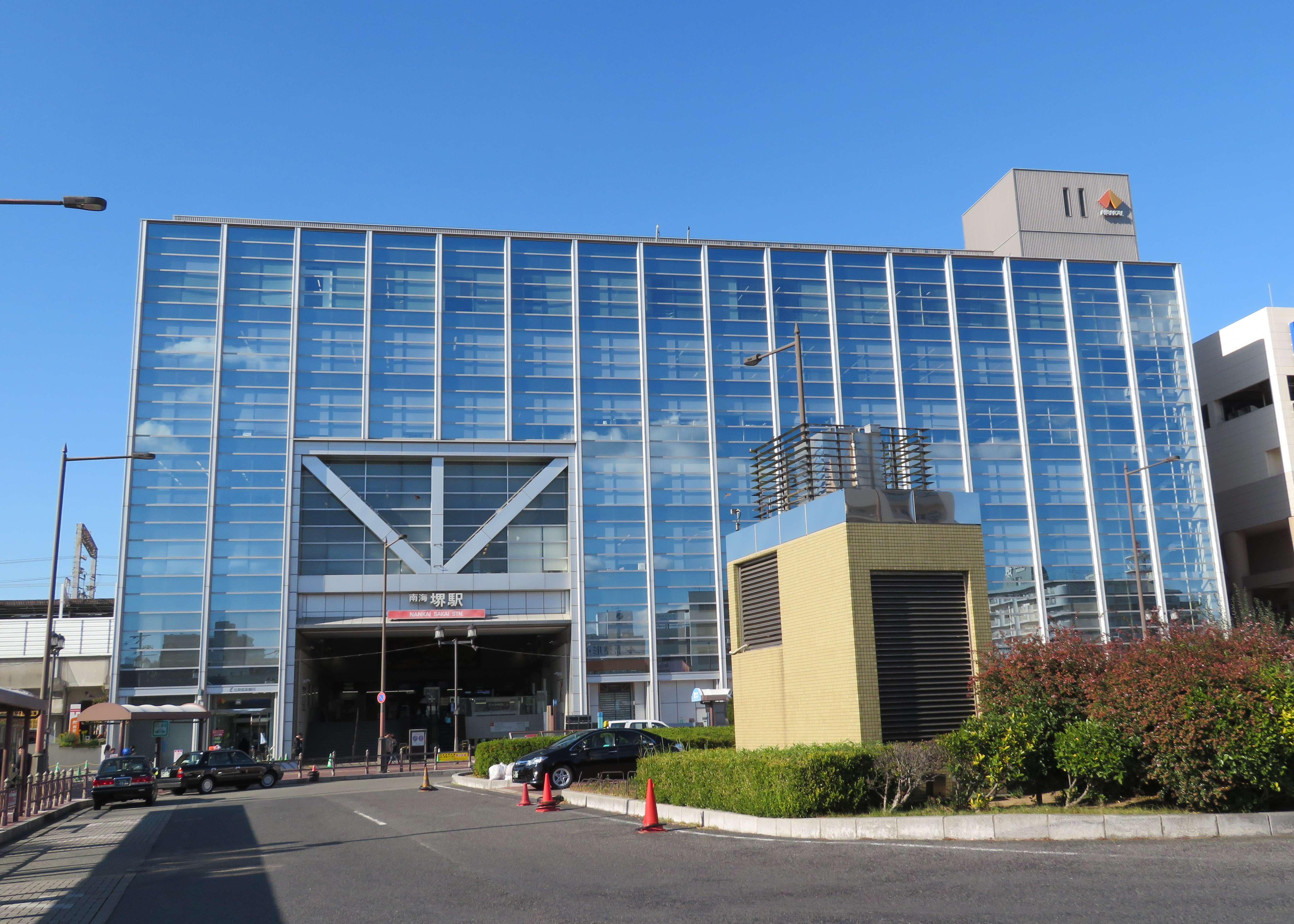
南海本線堺駅